# Dystrykt Stann Creek
Dystrykt Stann Creek - dystrykt we wschodnim Belize, ze stolicą w Dangriga.

## Okręgi wyborcze
W dystrykcie znajdują się dwa okręgi wyborcze: Dangriga i Stann Creek West.